# Trest smrti v Kolumbii

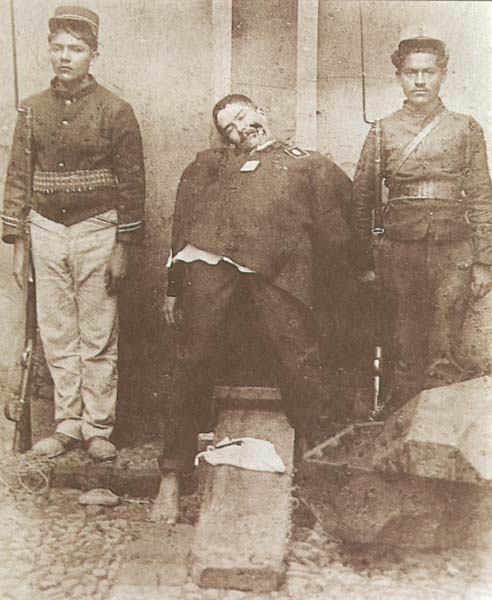
Poprava v Medellínu, kolem roku 1906

Trest smrti v Kolumbii byl zrušen ústavou v roce 1910. Ústava z roku 1991 uvádí: „Právo na život je nedotknutelné. Nebude žádný trest smrti.“ Poslední poprava se v Kolumbii konala 5. května 1909, kdy byl za žhářství zastřelen popravčí četou Manuel Saturio Valencia. 
Kolumbie v letech 2007, 2008, 2010, 2012, 2014, 2016, 2018 a 2020 hlasovala pro moratorium OSN na trest smrti a také 24. srpna 1997 přistoupila k Druhému opčnímu protokolu Mezinárodního paktu o občanských a politických právech.

## Historie

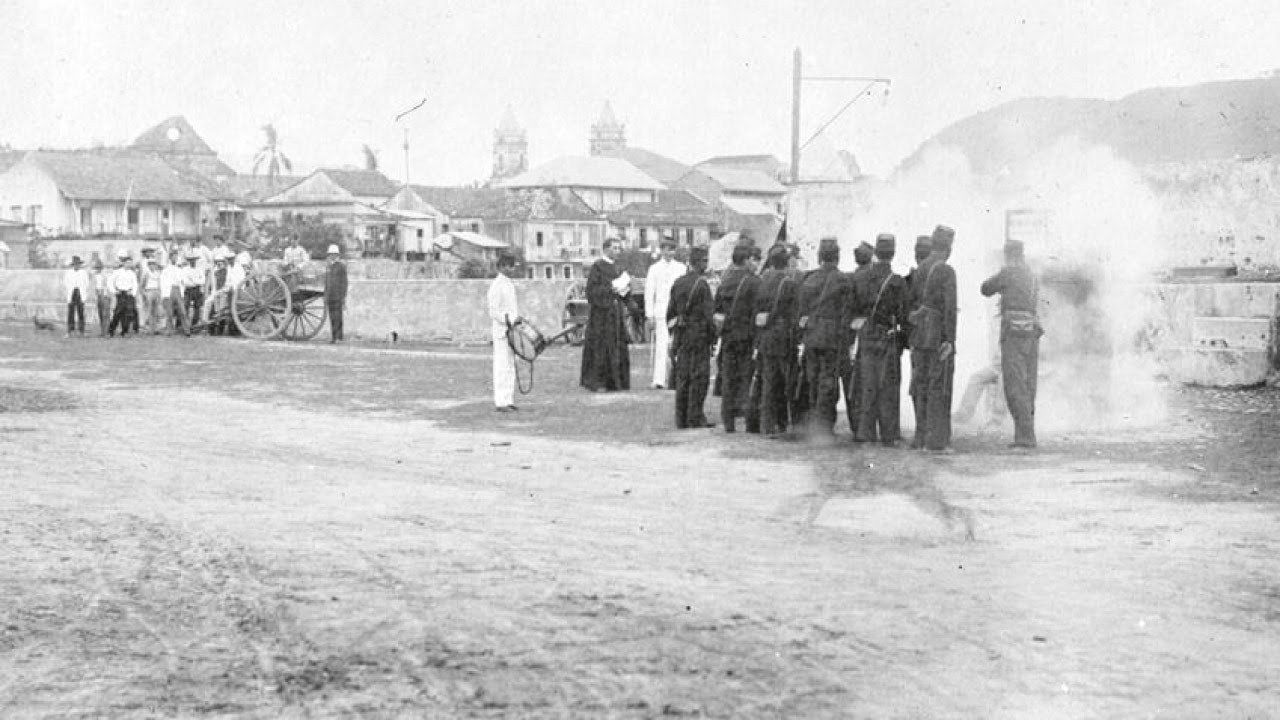
Poprava Victoriana Lorenza, 1903

### 19. století
K prvnímu kroku směrem ke zrušení trestu smrti v Kolumbii došlo v roce 1851 v době, kdy byl prezidentem José Hilario López. V té době byl ze zákoníku odstraněn trest smrti za politické zločiny.
Trest smrti byl dále pomalu rušen různými federálními státy, které v té době tvořily Granadskou konfederaci, dokud nebyl zcela zrušen ústavou Spojených států kolumbijských v roce 1863, která stanovila „nedotknutelnost lidského života“.
Trest smrti však byl obnoven během Regeneración, což se odrazilo v článku 29 Ústavy z roku 1886 díky popudu právníků, jako byl Demetrio Porras. Tento nový bod ústavy zakazoval trest smrti za politické zločiny, ale zaváděl jej za zločiny zrady v zahraniční válce, otco/matkovraždu, vraždu za přitěžujících okolností, žhářství, útoky gangů, pirátství a „určité vojenské zločiny definované zákony armády“.
Ačkoliv ústava zakazovala použití trestu smrti za politické zločiny, konzervativní vláda jej široce používala k provádění hromadných poprav liberálních sil během tisícidenní války. Použitým právním argumentem bylo zacházení s liberálními vojáky jako s obyčejnými zločinci, a tak byli odsuzování za „zradu země a napadení v gangu zločinců“. Další nesrovnalosti v tomto období zpochybňovaly spravedlivost aplikace zákona, např. časté používání „prezidentské milosti“ (tedy zmírnění trestu prezidentem), kdy odsouzený k smrti byl osobou vysoce postavenou. Bylo to privilegium, kterého se zločincům z nižší třídy dostalo jen zřídka.
Během tohoto období došlo k vysokému stupni společenského odsouzení trestu smrti. Přestože se popravy často prováděly veřejně, lidé se jich odmítali účastnit a ulice byly v době poprav liduprázdné. Sami kati měli velké potíže s prováděním své práce, což paradoxně způsobilo vězňů zbytečné utrpení, protože kati měli potíže se správným zamířením a k vykonání popravy potřebovali několik ran.

### Zrušení trestu smrti v roce 1910
Trest smrti byl v Kolumbii definitivně zrušen v souladu se zákonem č. 3 z roku 1910. K reformě došlo v rámci ústavní reformy z téhož roku, kterou prosazovala Republikánská unie.